# 1-я флотилия эскадренных миноносцев кригсмарине
1-я флотилия эскадренных миноносцев кригсмарине (нем. 1. Zerstörer-Flottille) — подразделение военно-морского флота нацистской Германии, одна из 7 флотилий эскадренных миноносцев ВМФ Германии периода Второй мировой войны.

## История
Флотилия была сформирована 26 октября 1938 года. Местом дислоцирования стала ВМБ Свинемюнде. Командиром флотилии был назначен капитан-цур-зее Вильгельм Майзель. Списочный состав флотилии (6 эсминцев) не изменялся до момента её расформирования 18 апреля 1940 года. Однако, следует учитывать, что фактический состав флотилий зачастую менялся, штабу флотилии могли подчиняться эсминцы других соединений, участвующие в общей операции или сосредоточенные на одном театре военных действий.

## Состав
В состав 1-й флотилии входило 6 эсминцев типов 1934 и 1934А, в том числе Z-2 «Георг Тиле», Z-3 «Макс Шульц», Z-4 «Рихард Битзен», Z-14 «Фридрих Инн» , Z-15 «Эрих Штайнбринк» , Z-16 «Фридрих Экольдт».

## Командиры
| Время                             | Командующий флотилией              |
| --------------------------------- | ---------------------------------- |
| 26 октября 1938 — 27 октября 1939 | капитан-цур-зее Вильгельм Майзель; |
| 5 декабря 1939 — 18 апреля 1940   | фрегаттен-капитан Фриц Бергер      |